# Wspólnota administracyjna Nünchritz
Wspólnota administracyjna Nünchritz (niem. Verwaltungsgemeinschaft Nünchritz) – wspólnota administracyjna w Niemczech, w kraju związkowym Saksonia, w okręgu administracyjnym Drezno, w powiecie Miśnia. Siedziba wspólnoty znajduje się w miejscowości Nünchritz.
Wspólnota administracyjna zrzesza dwie gminy wiejskie: 
- Glaubitz
- Nünchritz